# Xul Solar
Oscar Agustín Alejandro Schulz Solari, dit Xul Solar, né le 14 décembre 1887 à San Fernando dans la province de Buenos Aires et mort le 9 avril 1963 à Tigre, est un peintre et astrologue argentin. Ses œuvres, influencées par la musique, les sciences occultes et la mystique, sont chargées de couleurs, de signes et de symboles.

## Premières années
Fils de l'ingénieur letton Emilio Schulz et de l'italienne Agustina Solari, il passe son enfance à San Fernando dans la province de Buenos Aires. La famille s'installe dans la capitale en 1901. En 1905, Xul Solar commence des études d'architecture, qu'il abandonne deux ans plus tard pour se consacrer à sa vocation artistique, alors partagée entre la peinture et la musique.

## Voyage en Europe
Entre 1912 et 1924, il réside et voyage en Europe (Italie, Angleterre, France, Allemagne). Il y découvre l'expressionnisme, le cubisme et le futurisme, et affirme peu à peu un langage visuel personnel, influencé autant par l'avant-garde que par l'occultisme; il invente également un nouveau langage verbal : le néo-créole. Il expose pour la première fois à Milan en 1920, et se lie d'amitié avec son compatriote Emilio Pettoruti (qui réalise son portrait cette même année). Tous deux rentrent en Argentine avec l'intention de révolutionner l'art national.

## Peintre et astrologue à Buenos Aires
Le retour à Buenos Aires est moins glorieux qu'escompté, mais Xul Solar expose, collabore aux revues Martín Fierro et Proa, fréquente - outre Pettoruti - les peintres Norah Borges et Pedro Figari, le poète Leopoldo Marechal, qui en fera un des personnages de son roman Adan Buenosayres, et débute sa longue amitié avec Jorge Luis Borges, avec qui il partage de nombreux centres d'intérêt, comme la philosophie orientale et l'utopie de la connaissance universelle. C'est en 1928 qu'il s'installe au 1214 rue Laprida, aujourd'hui musée Xul Solar. Il y organise des réunions tournant autour de l'astrologie, et y inaugure en 1939 le Pan-Klub, lieu de rencontres entre intellectuels argentins. Il s'amuse à recréer et améliorer toutes sortes de choses, du piano au jeu d'échecs en passant par les langages. Il se marie le 13 août 1946 avec Lita, rencontrée lors d'un cours d'astrologie.

## Dernières années
En 1954, il achète une résidence secondaire à Tigre, où il meurt quelques années plus tard, à 75 ans. Borges prononce un discours lors de ses funérailles, Manuel Mujica Láinez rédige sa notice nécrologique pour La Nación et, six mois plus tard, le Musée national des beaux-arts d'Argentine réalise une exposition rétrospective.